# .lr
.lr je internetová národní doména nejvyššího řádu pro Libérii (podle ISO 3166-2:LR).

## domény druhého řádu
- org.lr
- com.lr
- gov.lr